# Ripley (Surrey)
Pour les articles homonymes, voir Ripley.
Ripley est un village du Surrey en Angleterre. La population comptait 1 449 habitants en 2021.
La plupart des logements datent du début du XIXe siècle ou peu de temps avant et même les logements modernes sont souvent de ce style. Les frontières nord avec les champs verdoyants de la rivière Wey sont remarquables pour les petits lacs et la peinture. L'équitation est très courante autour de ce village. Il y a de nombreux clubs de golf et hôtels à proximité et la connexion à l'autoroute orbitale de Londres est très rapide.
L'église est en partie médiévale et celle de Send attenante, souvent confondue pour sa proximité, est peut-être plus remarquable par ses matériaux traditionnels et son aspect.
Le cricket est un sport très populaire dans cette partie du comté et des clubs de jeux traditionnels sont présents ici, ainsi que des pubs-restaurants très accueillants.  Un certain nombre de retraites de bien-être et de pêches se trouvent ici.
Une petite prison se trouve à proximité et la piste cyclable Surrey Classic comprend une section médiane assez étroite du village au milieu de ruelles bordées d'arbres.
Ripley est le lieu de naissance du guitariste Eric Clapton.